# آلة الزمن الساخنة 2
آلة الزمن الساخنة (بالإنجليزية: Hot Tub Time Machine)‏ هوَ فيلم كوميديا وخيال علمي أمريكي من إخراج ستيف بينك وتأليف جوش هيلد، يحكي الفيلم قصّة الأصدقاء بعد أربع سنين من اكتشافهم لآلة الزمن، يعود جيكوب نيك وليو إلى الحاضر ليعيشوا تبعيات تغيرهم للماضي عند استخدامهم لآلة الزمن في الجُزء السابق، كلً منهم أصبح سيد المجال الذي يحبة، ولكن يتعرض أحدهم لإطلاق النار مما يجعلم يعيدوا استخدام آلة الزمن مرة أخرى لإنقاذة. ويُعتَبر الفيلم مُكمّلا للفيلم الذي أُنتِج عام 2010 الذي يحملُ نفس الاسم. الفيلم من بطولة روب كوردلي وكريغ روبنسون وكلارك دوك وادم سكوت وشيفي تشيز. وصَدَر الفيلم في دورِ العَرض بتاريخ 20 فبراير 2015 وتلقّى نقداً سلبيّاً بشكلٍ عام.

## طاقَم العَمل
- روب كوردلي بدور نيك ويبر.
- كريغ روبنسون بدور لو دورشين.
- كلارك دوك بدور جيكوب ياتس دورشن.
- ادم سكوت بدور آدم ياتس الصغير.
- شيفي تشيز بدور المُصلّح.

## وصلات خارجية
- آلة الزمن الساخنة 2 على موقع IMDb (الإنجليزية)
- آلة الزمن الساخنة 2 على موقع ميتاكريتيك (الإنجليزية)
- آلة الزمن الساخنة 2 على موقع روتن توميتوز (الإنجليزية)
- آلة الزمن الساخنة 2 على موقع قاعدة بيانات الأفلام العربية
- آلة الزمن الساخنة 2 على موقع ألو سيني (الفرنسية)
- آلة الزمن الساخنة 2 على موقع بوكس أوفيس موجو (الإنجليزية)
- آلة الزمن الساخنة 2 على موقع فيلمافينيتي (الإسبانية)
- آلة الزمن الساخنة 2 على موقع قاعدة بيانات الأفلام السويدية (السويدية)
- آلة الزمن الساخنة 2 على موقع قاعدة بيانات الفيلم (الإنجليزية)
- آلة الزمن الساخنة 2 على موقع ليتربوكسد (الإنجليزية)